# Kookabonga
Kookabonga est un jeu vidéo de type party game développé par Coktel Vision et édité par Mindscape, sorti le 11 août 2006 sur Windows.

## Système de jeu
Le joueur doit aider quatre singes, Bruce, Nikita, James et Georges, à sauver l'arbre millénaire pour assurer la survie de la jungle. Pour cela, il devra réussir une série de mini-jeux auxquels il pourra accéder via huit portails.

## Accueil
- Jeuxvideo.com : 5/20[1]